# Chansons populaires
Les Chansons populaires sont un recueil de mélodies d'Augusta Holmès composé entre 1886 et 1902.

## Composition
Augusta Holmès compose ce recueil entre 1886 et 1902 sur des poèmes écrits par elle-même. Les mélodies sont cependant publiées de façon séparées.

## Structure
Les Chansons populaires se composent de trois mélodies : 
1. Le Brick l'Espérance
2. Les Deux Enfants de rois
3. Tireli !
4. Le Clairon fleuri
5. La Bergère

### Le Brick l'Espérance
Le Brick l'Espérance a été publiée par les éditions Léon Grus en 1886. Il porte, en incipit, le vers « Dérape et décape et la voile au vent ».

### Les Deux Enfants de rois
Les Deux Enfants de rois existe en deux versions, l'une en fa majeur pour soprano ou ténor, l'autre en ré majeur pour mezzo-soprano ou baryton. La mélodie a été publiée par les Éditions Durand, Schoenewerk et Cie.

### Tireli!
Il existe une adaptation anglaise de Tireli !, traduite par Clifton Bingham sous le titre Love's messenger. La mélodie est dédiée à Eugénie Vergin, épouse d'Édouard Colonne. L'illustration est due à E. Buval, pour la première publication par les éditions Léon Grus.

### Le Clairon fleuri
Le Clairon fleuri a été publié par les éditions Grus en 1887.

### La Bergère
La Bergère a été composée en 1899 et publiée en 1902 aux éditions Gregh.

## Réception
Les mélodies sont rarement jouées, et le plus souvent de façon séparées. La plus célèbre est Tireli ! qui est chantée notamment lors d'un concert en 1899. Elles sont parfois jouées après la mort de la compositrice. En 1907, lors d'un concert centré sur Augusta Holmès, Tireli ! fait partie des mélodies qui ont été le plus applaudies.